# José María Hidalgo
José María Hidalgo Medina (¿?, 1807 o 1808 - Plasencia, 8 de enero de 1877) fue un compositor y maestros de capilla español.

## Vida
Debió nacer entre 1807 y 1808 en lugar desconocido, hijo de José Hidalgo y María Medina, ambos naturales de Cabezabellosa, a pocos kilómetros de Plasencia. La destrucción producida por las tropas napoleónicas y el pillaje en los primeros años del siglo XIX destruyeron gran parte de la documentación. Posiblemente esa sea la razón por la que no se ha encontrado la partida de nacimiento o de bautismo del compositor, por lo que se ha tenido que inducir la fecha aproximada basándose en otros documentos, como la documentación sobre los sorteos de los quintos o el padrón de vecindario de 1826. Se desconocen sus primeros años y su formación musical.
Hidalgo era un músico seglar, algo habitual entre los maestros de capilla de Plasencia en el siglo XIX, que se casó en dos ocasiones. Su primera matrimonio con Soledad Escapa el 30 de agosto de 1844 fue breve, ya que Escapa . Su segundo matrimonio fue el 27 de noviembre de 1846 con Narcisa Garrido. En 1847 el matrimonio vivía en el número 41 de la calle Zapatería de Plasencia, junto con su hermana, Engracia Hidalgo, y su cuñado, Manuel Gutiérrez, una criada y dos niños, Valentín Gutiérrez y Venancio Albarrán. En 1860 y 1871 documentación sobre los tributos municipales indican que seguía viviendo en la misma vivienda, además de indicar su profesión como «Profesor de Música dedicado a la enseñanza».
El 1 de diciembre de 1817 fallecería el Raimundo Luis Forné, el que se puede considerar el último maestro de capilla de la Catedral de Plasencia. Debido a los problemas económicos que se arrastraban desde la invasión francesa, se decidió no ocupar la vacante y el tenor José Benito Sarañana continuó ejerciendo las funciones del maestro de capilla de forma interina, como había hecho durante las enfermedades del maestro Forné. A partir de 1841 la edad y la falta de salud llevaron a que las responsabilidades de Sarañana fueran disminuyendo. En 1845 llegó extremo de que Sarañana, con ya 83 años, 55 al servicio del cabildo, se encontraba sin recursos, «se halla privado de sueldo e imposibilitado para adquirirse recursos de subsistencia; y en tal estado de miseria suplica al Illmo. Cabildo se digne a favorecerle y socorrerle de aquel modo que a su caridad fuere posible.» Desgraciadamente el cabildo respondió diciendo que no tenía medios para socorrerle. Tras el fallecimiento de Sarañana se nombró maestro interino a José Hidalgo, que en ese momento era cantor y violinista de la capilla.
En 1851 se firmó el concordato entre la Santa Sede y el Gobierno español, que volvió a garantizar la financiación de una capilla de música si el dinero era bien administrado. El hecho permitió nombrar a Hidalgo maestro de capilla de forma oficial el 2 de diciembre de 1852, que reorganizaría la capilla de música que sin embargo ya nunca llegaría a alcanzar el brillo que había tenido anteriormente.
José María Hidalgo fallecería el 8 de enero de 1877 «a las ocho de la noche en la calle Zapatería número diez [...] a la edad de 70 años.»

## Obra
Hidalgo tuvo que adaptar sus composiciones a las (pocas) posibilidades de la capilla plasentina, componiendo obras sencillas, a dos voces en su mayoría, aunque algunas son a tres o cuatro, a menudo sólo con acompañamiento de órgano.
Se conservan numerosas composiciones en el archivo de la Catedral de Plasencia, entre ellas villancicos, salmos, misas, Genitori, misereres y te deum. También se conservan obras suyas en las catedrales de Albarracín, Zamora, Tui y Coria.